# Simonsen (Votuporanga)
Simonsen é um distrito do município brasileiro de Votuporanga, no interior do estado de São Paulo.

## História

### Origem
O povoado que deu origem ao distrito se desenvolveu ao redor da estação ferroviária, inaugurada pela Estrada de Ferro Araraquara em 03/10/1947 no local do antigo Posto F, aberto em 1946.

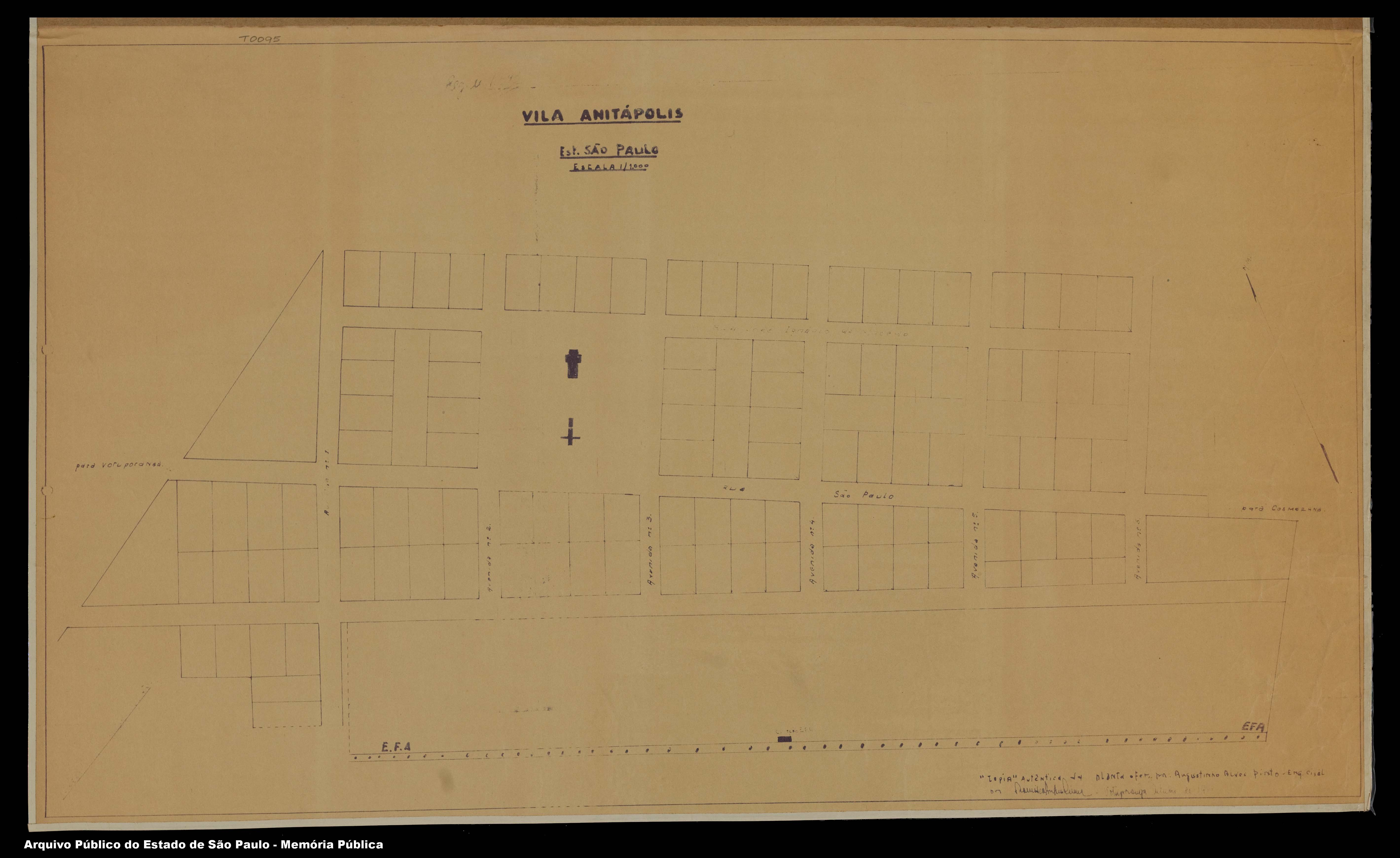
Planta da área urbana original.

### Formação administrativa
- Distrito criado pela Lei n° 233 de 24/12/1948, com o povoado da Parada F da Estrada de Ferro Araraquara mais terras do distrito sede de Votuporanga[4][5].

## Geografia

### Demografia

#### População urbana
| Crescimento população urbana | Crescimento população urbana | Crescimento população urbana | Crescimento população urbana |
| Censo                        | Pop.                         |                              | %±                           |
| ---------------------------- | ---------------------------- | ---------------------------- | ---------------------------- |
| 1950                         | 338                          |                              | —                            |
| 1960                         | 433                          |                              | 28,1%                        |
| 1970                         | 570                          |                              | 31,6%                        |
| 1980                         | 653                          |                              | 14,6%                        |
| 1991                         | 694                          |                              | 6,3%                         |
| 2000                         | 795                          |                              | 14,6%                        |
| 2010                         | 806                          |                              | 1,4%                         |
| 2022                         | 817                          |                              | 1,4%                         |
| Fonte: IBGE e Fundação SEADE |                              |                              |                              |

#### População total
Pelo Censo 2010 (IBGE) a população total do distrito era de 1 156 habitantes.

### Área territorial
A área territorial do distrito é de 80,281 km².

### Rodovias
O distrito localiza-se às margens da Rodovia Euclides da Cunha (SP-320), ao lado do trevo de acesso para a SP-479.

### Ferrovias
Pátio Simonsen (ZZM) da Linha Tronco (Estrada de Ferro Araraquara), sendo a ferrovia operada atualmente pela Rumo Malha Paulista.

## Serviços públicos

### Registro civil
Atualmente é feito na sede do município, pois o Cartório de Registro Civil das Pessoas Naturais do distrito foi extinto pelo  Tribunal de Justiça do Estado de São Paulo, e seu acervo foi recolhido ao cartório do distrito sede.

### Saneamento
O serviço de abastecimento de água é feito pela Superintendência de Água, Esgotos e Meio Ambiente de Votuporanga (SAEV).

### Energia
A responsável pelo abastecimento de energia elétrica é a Neoenergia Elektro, antiga CESP.

### Telecomunicações
O distrito era atendido pela Telecomunicações de São Paulo (TELESP) através da central telefônica de Votuporanga. Em 1998 esta empresa foi vendida para a Telefônica, que em 2012 adotou a marca Vivo para suas operações.

## Religião

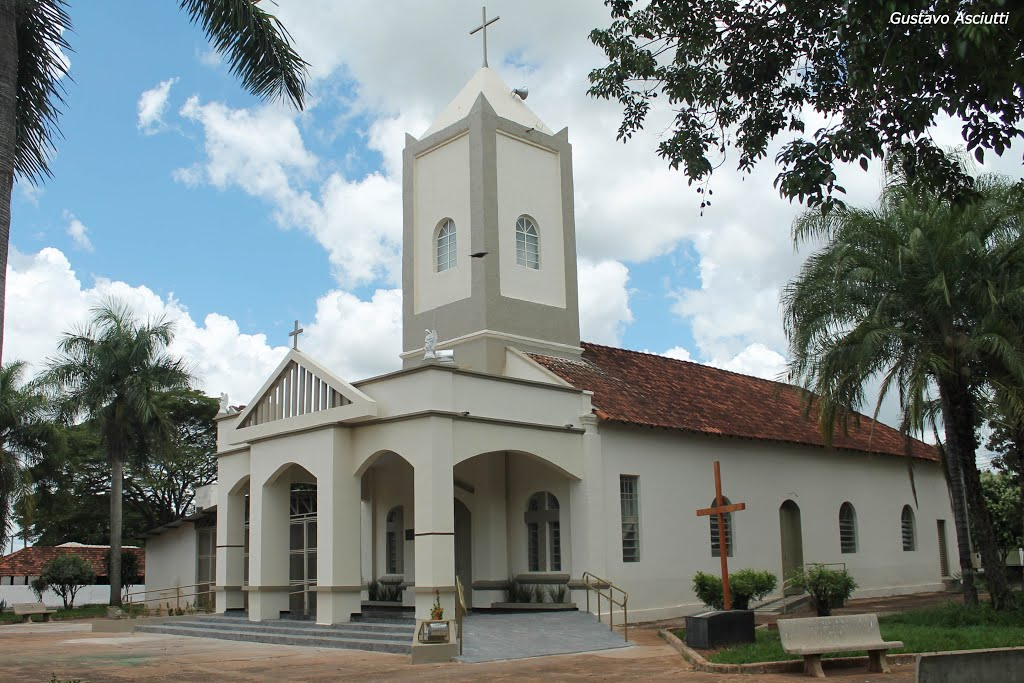
Igreja.

O Cristianismo se faz presente no distrito da seguinte forma:

### Igreja Católica
- A igreja faz parte da Diocese de Votuporanga[18].

### Igrejas Evangélicas
- Congregação Cristã no Brasil[19].